# Christian Gabel
Christian Gabel, född 1975 i Karlstad och uppvuxen på Hammarö, är en svensk musiker, musikproducent och kompositör. Han driver skivbolaget Gabel Recordings och musikstudion Studio Cobra i Stockholm. Bolaget har gett ut skivor med bland andra Tractor, Kanzeon och Elope.
Som musiker är Christian Gabel främst verksam som trummis och har medverkat på skivor och turnéer med bland andra Thåström, Ossler, Conny Nimmersjö, Annika Norlin och Bob hund. Han har varit medlem i grupperna Mindjive och Kanzeon och är från 2009 officiell medlem i Bob hund.
Christian Gabel har också spelat in egen instrumentalmusik under sitt eget namn samt artistnamnet 1900.

## Diskografi

### Album
- 2009 – 1900 (under namnet 1900)
- 2016 – Tekno (under namnet 1900)
- 2019 – Fältinspelningar (under artistnamnet 1900)
- 2012 – Krater
- 2020 – Mikrofilm
- 2020 – Koda
- 2024 – KONTRAGARDE (under namnet 1900)